# Scott Scissons
Scott Scissons (* 29. Oktober 1971 in Saskatoon, Saskatchewan) ist ein ehemaliger kanadischer Eishockeyspieler, der während seiner aktiven Laufbahn für die New York Islanders in der National Hockey League aktiv war.

## Karriere
Scott Scissons spielte während seiner Juniorenzeit für die Saskatoon Flyers und Saskatoon Contacts. Ab 1988 ging er für die Saskatoon Blades in der Western Hockey League aufs Eis und nahm im Folgejahr mit den Blades am Memorial Cup teil. Die Mannschaft verlor die Finalpartie gegen die Swift Current Broncos. Der Angreifer wurde beim NHL Entry Draft 1990 in der ersten Runde an sechster Position – und somit noch vor späteren Topspielern wie Darryl Sydor, Keith Tkachuk, Martin Brodeur und Doug Weight – von den New York Islanders ausgewählt, konnte jedoch die Erwartungen nie erfüllen und erwies sich als Fehlgriff. Nachdem er noch ein weiteres Jahr bei den Saskatoon Blades gespielt hatte und dort als regelmäßiger Scorer in Erscheinung getreten war, debütierte er noch während der Saison 1990/91 für die Islanders in der National Hockey League.
Die darauffolgende Spielzeit verbrachte der Offensivakteur beim Team Canada und bereitete sich mit der Mannschaft auf die Olympischen Winterspiele 1992 in Albertville vor, schaffte jedoch nicht den abschließenden Sprung in den Kader. Danach stand Scissons die Saison 1992/93 bei den Capital District Islanders, dem damaligen Farmteam der New York Islanders, in der American Hockey League im Einsatz. Das Folgejahr verbrachte der Kanadier bei den Salt Lake Golden Eagles in der International Hockey League und hatte daneben einen Einsatz für die New York Islanders in der NHL zu Buche stehen. Dies war zugleich sein dritter und letzter Einsatz in der NHL, die Saison 1994/95 absolvierte Scissons bei den Denver Grizzlies und Minnesota Moose in der IHL. Im Anschluss beendete er seine aktive Laufbahn.